# Unione Sportiva Arsenaltaranto 1949-1950
Questa voce raccoglie le informazioni riguardanti l'Unione Sportiva Arsenaltaranto nelle competizioni ufficiali della stagione 1949-1950.

## Rosa
| N. |                      | Ruolo | Calciatore           |
| -- | -------------------- | ----- | -------------------- |
|    | Italia (bandiera)    | A     | Bruno Arcari         |
|    | Italia (bandiera)    | A     | Alfredo Bargagliotti |
|    | Italia (bandiera)    | A     | Ennio Battistelli    |
|    | Argentina (bandiera) | A     | Carlos Bello         |
|    | Italia (bandiera)    | C     | Mario Bernardel      |
|    | Italia (bandiera)    | P     | Giovanni Biassoni    |
|    | Italia (bandiera)    | D     | Armando Bollana      |
|    | Italia (bandiera)    | D     | Angelo Canavesi      |
|    | Italia (bandiera)    | A     | Vincenzo Castellano  |
|    | Italia (bandiera)    | A     | Giuseppe Conte       |
|    | Italia (bandiera)    | A     | Eros Crosetto        |
|    | Italia (bandiera)    | C     | Filippo De Bellis    |
|    | Italia (bandiera)    | A     | Pasquale Del Popolo  |
|    | Italia (bandiera)    | D     | Antonio De Vitis     |
|    | Italia (bandiera)    | A     | Marino Di Fonte      |

| N. |                   | Ruolo | Calciatore          |
| -- | ----------------- | ----- | ------------------- |
|    | Italia (bandiera) | C     | Giacomo Fanelli     |
|    | Italia (bandiera) | C     | Renato Gardini      |
|    | Italia (bandiera) | D     | Salvatore Lo Cicero |
|    | Italia (bandiera) | A     | Cosimo Luzzi        |
|    | Italia (bandiera) | D     | Orlando Marchioli   |
|    | Italia (bandiera) | A     | Vincenzo Margiotta  |
|    | Italia (bandiera) | C     | Livio Pinazza       |
|    | Italia (bandiera) | P     | Fausto Potasso      |
|    | Italia (bandiera) | C     | Donato Raguso       |
|    | Italia (bandiera) | D     | Alberto Scotti      |
|    | Italia (bandiera) | P     | Guerrino Striuli    |
|    | Italia (bandiera) | P     | Michele Tedeschi    |
|    | Italia (bandiera) | A     | Silvano Toncelli    |
|    | Italia (bandiera) | C     | Vincenzo Voccia     |

## Risultati

### Campionato

#### Girone di andata
| 11 settembre 1949 1ª giornata | Prato | 1 – 3 | Arsenaltaranto |  |

| 18 settembre 1949 2ª giornata | Arsenaltaranto | 0 – 2 | Fanfulla |  |

| 25 settembre 1949 3ª giornata | Catania | 2 – 1 | Arsenaltaranto |  |

| 2 ottobre 1949 4ª giornata | Arsenaltaranto | 2 – 1 | Vicenza |  |

| 9 ottobre 1949 5ª giornata | Arsenaltaranto | 0 – 2 | Legnano |  |

| 16 ottobre 1949 6ª giornata | Napoli | 2 – 1 | Arsenaltaranto |  |

| 23 ottobre 1949 7ª giornata | Verona | 2 – 0 | Arsenaltaranto |  |

| 30 ottobre 1949 8ª giornata | Arsenaltaranto | 2 – 1 | Pisa |  |

| 6 novembre 1949 9ª giornata | Arsenaltaranto | 2 – 1 | Pro Sesto |  |

| 6 dicembre 1998 10ª giornata | Cremonese | 3 – 0 | Arsenaltaranto |  |

| 20 novembre 1949 11ª giornata | Arsenaltaranto | 1 – 2 | Livorno |  |

| 27 novembre 1949 12ª giornata | Arsenaltaranto | 1 – 3 | Reggiana |  |

| 4 dicembre 1949 13ª giornata | Brescia | 2 – 0 | Arsenaltaranto |  |

| 30 settembre 1951 14ª giornata | Salernitana | 1 – 1 | Arsenaltaranto |  |

| 11 dicembre 1949 15ª giornata | Arsenaltaranto | 2 – 1 | Alessandria |  |

| 18 dicembre 1949 16ª giornata | Modena | 4 – 0 | Arsenaltaranto |  |

| 20 ottobre 1968 17ª giornata | Empoli | 2 – 1 | Arsenaltaranto |  |

| 1º gennaio 1950 18ª giornata | Arsenaltaranto | 0 – 3 | Udinese |  |

| 8 gennaio 1950 19ª giornata | Arsenaltaranto | 1 – 4 | SPAL |  |

| 15 gennaio 1950 20ª giornata | Spezia | 7 – 0 | Arsenaltaranto |  |

| 22 gennaio 1950 21ª giornata | Arsenaltaranto | 2 – 0 | Siracusa |  |

#### Girone di ritorno
| 29 gennaio 1950 22ª giornata | Arsenaltaranto | 2 – 1 | Prato |  |

| 5 febbraio 1950 23ª giornata | Fanfulla | 4 – 1 | Arsenaltaranto |  |

| 12 febbraio 1950 24ª giornata | Arsenaltaranto | 2 – 1 | Catania |  |

| 19 febbraio 1950 25ª giornata | Vicenza | 2 – 0 | Arsenaltaranto |  |

| 26 febbraio 1950 26ª giornata | Legnano | 3 – 1 | Arsenaltaranto |  |

| 12 marzo 1950 27ª giornata | Arsenaltaranto | 3 – 4 | Napoli |  |

| 19 marzo 1950 28ª giornata | Arsenaltaranto | 2 – 1 | Verona |  |

| 26 marzo 1950 29ª giornata | Pisa | 3 – 1 | Arsenaltaranto |  |

| 2 aprile 1950 30ª giornata | Pro Sesto | 2 – 3 | Arsenaltaranto |  |

| 9 aprile 1950 31ª giornata | Arsenaltaranto | 3 – 0 | Cremonese |  |

| 16 aprile 1950 32ª giornata | Livorno | 2 – 0 | Arsenaltaranto |  |

| 23 aprile 1950 33ª giornata | Reggiana | 4 – 1 | Arsenaltaranto |  |

| 30 aprile 1950 34ª giornata | Arsenaltaranto | 2 – 2 | Brescia |  |

| 7 maggio 1950 35ª giornata | Arsenaltaranto | 6 – 3 | Salernitana |  |

| 14 maggio 1950 36ª giornata | Alessandria | 2 – 1 | Arsenaltaranto |  |

| 21 maggio 1950 37ª giornata | Arsenaltaranto | 1 – 0 | Modena |  |

| 28 maggio 1950 38ª giornata | Arsenaltaranto | 2 – 0 | Empoli |  |

| 4 giugno 1950 39ª giornata | Udinese | 2 – 1 | Arsenaltaranto |  |

| 11 giugno 1950 40ª giornata | SPAL | 8 – 2 | Arsenaltaranto |  |

| 18 giugno 1950 41ª giornata | Arsenaltaranto | 1 – 0 | Spezia |  |

| 25 giugno 1950 42ª giornata | Siracusa | 6 – 1 | Arsenaltaranto |  |

## Statistiche

### Statistiche di squadra
| Competizione | Punti | In casa | In casa | In casa | In casa | In casa | In casa | In trasferta | In trasferta | In trasferta | In trasferta | In trasferta | In trasferta | Totale | Totale | Totale | Totale | Totale | Totale | DR  |
| Competizione | Punti | G       | V       | N       | P       | Gf      | Gs      | G            | V            | N            | P            | Gf           | Gs           | G      | V      | N      | P      | Gf     | Gs     | DR  |
| ------------ | ----- | ------- | ------- | ------- | ------- | ------- | ------- | ------------ | ------------ | ------------ | ------------ | ------------ | ------------ | ------ | ------ | ------ | ------ | ------ | ------ | --- |
| Serie B      | 32    | 21      | 13      | 1       | 7       | 37      | 32      | 21           | 2            | 1            | 18           | 19           | 64           | 42     | 15     | 2      | 25     | 56     | 96     | -40 |

### Statistiche dei giocatori
| Giocatore       | Serie B  | Serie B |
| Giocatore       | Presenze | Reti    |
| --------------- | -------- | ------- |
| B. Arcari       | 13       | 2       |
| A. Bargagliotti | 6        | 2       |
| E. Battistelli  | 36       | 2       |
| C. Bello        | 10       | 2       |
| M. Bernadel     | 34       | 0       |
| G. Biassoni     | 4        | -11     |
| A. Bollana      | 35       | 0       |
| A. Canavesi     | 36       | 5       |
| V. Castellano   | 37       | 8       |
| G. Conte        | 1        | 0       |
| E. Crosetto     | 3        | 0       |
| F. De Bellis    | 1        | 0       |
| P. Del Popolo   | 1        | 0       |
| A. De Vitis     | 16       | 0       |
| M. Di Fonte     | 22       | 11      |
| G. Fanelli      | 12       | 0       |
| R. Gardini      | 10       | 0       |
| S. Lo Cicero    | 7        | 0       |
| C. Luzzi        | 25       | 6       |
| O. Marchioli    | 2        | 0       |
| V. Margiotta    | 29       | 9       |
| L. Pinazza      | 5        | 0       |
| F. Potasso      | 22       | -48     |
| D. Raguso       | 7        | 1       |
| A. Scotti       | 1        | 0       |
| G. Striuli      | 14       | -34     |
| M. Tedeschi     | 2        | -3      |
| S. Toncelli     | 42       | 7       |
| V. Voccia       | 29       | 0       |